# 田納西 (伊利諾伊州)
田納西（英語：Tennessee）是位於美國伊利諾伊州麥克多諾縣的一個村落。

## 地理
田納西的座標為40°24′44″N 90°50′15″W / 40.41222°N 90.83750°W，而該地最高點為海拔高度209米（即686英尺）。

## 人口
根據2010年美國人口普查的數據，田納西的面積為1.12平方千米，當中陸地面積為1.12平方千米，而水域面積為0.00平方千米。當地共有人口115人，而人口密度為每平方千米102人。